# Haarspülung
Haarspülungen (auch Conditioner oder Haarbalsam) dienen der Haarpflege. Sie werden nach der Haarwäsche angewendet und verhindern eine elektrostatische Aufladung der Haare.

## Geschichte
Seit Jahrhunderten werden bereits natürliche Öle verwendet, um die Haare geschmeidig zu machen. Moderne Haarspülungen wurden im 20. Jahrhundert kreiert. Édouard Pinaud präsentierte schließlich in Paris ein Produkt namens Brillantine. Das Produkt sollte die Haare von Männern weich und geschmeidig machen. Seit dieser Erfindung haben auch moderne Forschungen dazu beigetragen, neue Spülungen zu entwickeln. Neben diesen industriellen Haarspülungen wird als vegane und zusatzstofffreie Alternative auch handelsüblicher Essig ohne weitere Zusätze benutzt.

## Verwendung
Haarspülungen werden in der Regel nach jeder Haarwäsche in die Längen und Spitzen des Haares einmassiert. Dabei werden ein paar Zentimeter am Haaransatz ausgelassen, damit dieser Stand behält.
Grundsätzlich wird zwischen Rinse-off-Spülungen und Leave-in-Spülungen unterschieden. Rinse-off-Spülungen werden nach der Haarwäsche aufgetragen. Nach kurzer Einwirkungszeit wird das Haar mit Wasser gründlich ausgespült. Leave-in-Spülungen werden hingegen nach dem gleichmäßigen Auftragen nicht ausgespült und verbleiben im Haar.

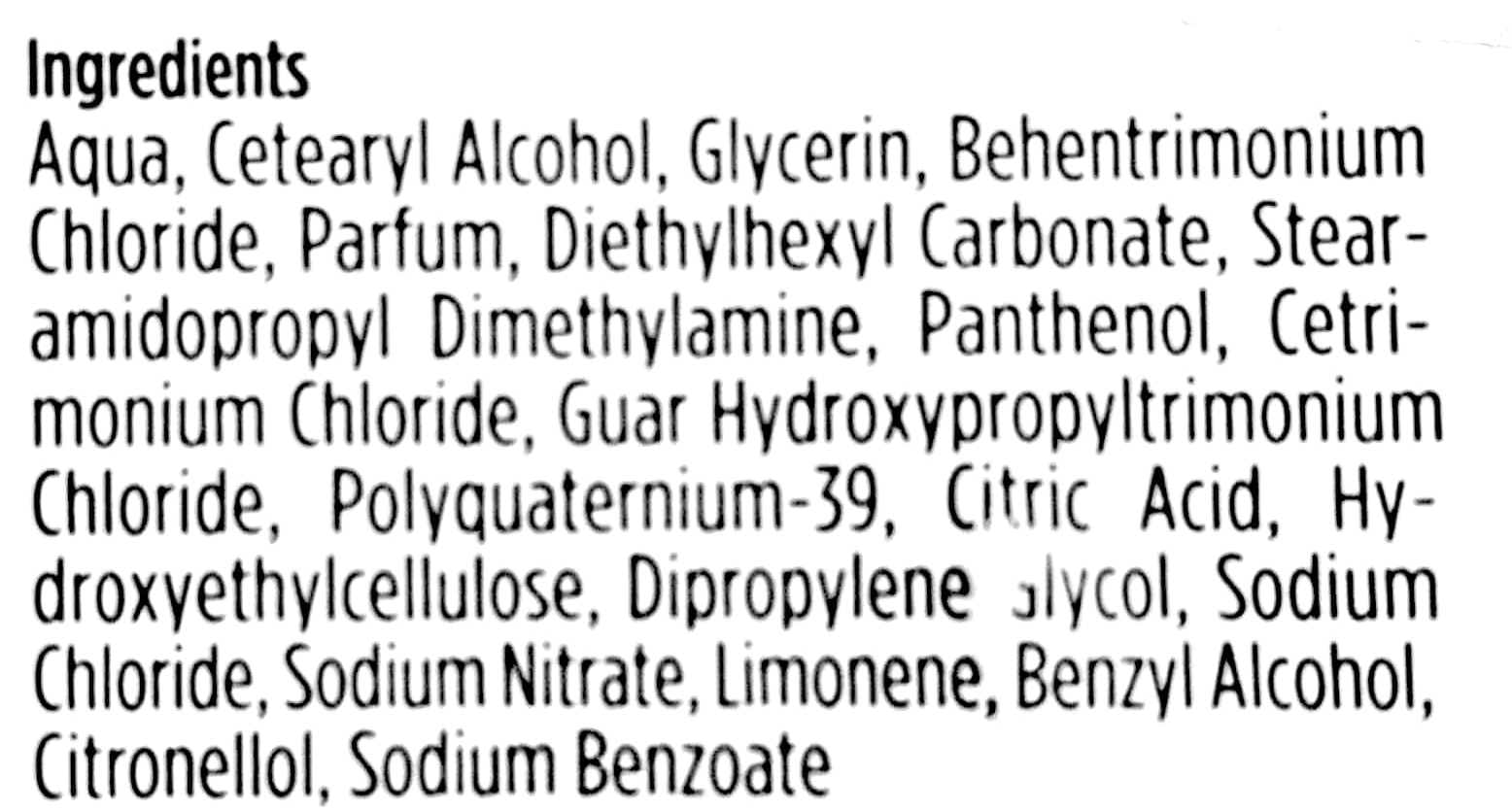
INCI-konforme Angabe der Inhaltsstoffe einer Spülung

## Inhaltsstoffe
Industriell hergestellte Haarspülungen sind in unterschiedlichen Ausführungen erhältlich. Es lassen sich Gele, Lotions, Sprays und viskose Flüssigkeiten finden. Grundsätzlich handelt es sich um Emulsionen mit Rückfettern als Hauptwirkstoff. Zusätzlich lassen sich noch Fettalkohole, fette Öle, Silikone, schwache organische Säuren, Duftstoffe, Konditionierungsmittel, Feuchthaltemittel, Emulgatoren, Wasser, ätherische Öle, Konsistenzgeber, Pflanzenextrakte, Puffer, Paraffine und Zusatzstoffe finden.

## Wirkung
Die äußerste Haarschicht ist reich an Keratin, welches beim Waschen deprotoniert werden kann, wodurch das Haar sich negativ auflädt. Positive geladene Ionen der sauren Tenside in der Spülung können diese elektrostatische Aufladung verhindern. Dieselbe Wirkungsweise steht auch hinter der Anwendung von Essig, der als saure Lösung wiederum Protonen auf das Haar überträgt. Die Inhaltsstoffe von industriell hergestellten Spülungen können jedoch auch eine bessere Kämmbarkeit bewirken und Spliss reduzieren. Zusätzlich sieht das Haar fülliger aus und ist geschmeidig und glatt. Trockene Haare werden leicht gefettet und bewahren ihre Feuchtigkeit. Bei fettigen Haaren legt sich eine Isolierschicht auf das Haar, was die Nachfettung verzögert.